# Eduardo Tartaglia
Eduardo Tartaglia (Salerno, 11 giugno 1964) è un attore, commediografo, regista, sceneggiatore e direttore artistico italiano.

## Biografia
Nasce a Salerno da genitori Napoletani ed all'età di sei anni si trasferisce a San Giorgio a Cremano. Dopo la maturità conseguita presso il Liceo Classico Quinto Orazio Flacco di Portici, si laurea in Giurisprudenza presso l'Università Federico II di Napoli, frequentando in seguito l'Accademia Nazionale d'Arte Drammatica del Teatro Bellini di Napoli diretta da Tato Russo. Inizia la sua carriera di attore lavorando sia nell'ambito del teatro classico di tradizione (spesso con attori e registi legati alla scuola eduardiana quali Mariano Rigillo, Antonio Casagrande, Regina Bianchi, Aldo Giuffré Mario Scarpetta...) sia nell'ambito del teatro di ricerca e sperimentazione. (Mario Santella, Renato Carpentieri...)
Nel 1998 fonda la sua compagnia, raccogliendo attorno a sé molti dei più importanti esponenti della nuova generazione teatrale napoletana.
Il successo teatrale attira le attenzioni di alcune tra le maggiori produzioni cinematografiche nazionali. Nel 2000 Tartaglia sigla un accordo quinquennale con Medusa Cinema. Con cui dà inizio alla sua carriera anche sul grande schermo.

## Filmografia

### Regista e sceneggiatore
- Il mare non c'è paragone (2002)
- Ci sta un francese, un inglese e un napoletano (2008)
- La valigia sul letto (2010)
- Sono un pirata, sono un signore (2013)
- C'è di nuovo la valigia sul letto (2023)

### Attore
- Auguri professore, regia di Riccardo Milani (1997)
- L'amore non ha confini, regia di Paolo Sorrentino – cortometraggio (1998) - accreditato come Edoardo Tartaglia
- Il mare, non c'è paragone, regia di Eduardo Tartaglia (2002)
- Ci sta un francese, un inglese e un napoletano, regia di Eduardo Tartaglia (2008)
- La valigia sul letto, regia di Eduardo Tartaglia (2010)
- Sono un pirata, sono un signore, regia di Eduardo Tartaglia (2013)
- C'è di nuovo la valigia sul letto, regia di Eduardo Tartaglia (2023)

## Teatro

### Farse
- Chi Arde per Amor… si scotta e suda!  (1996))
- Il figlio di don Giovanni (1995)
- Le Metamorfosi di Pulcinella (1995)
- 'Na scampagnata 2.0 (2023)

### Atti unici
- La paura che ti fai (1993)
- Sveglia e Vinci! (2000)
- La Pozzanghera  (1989)
- Statue unite (2013)
- Due di cuori (2015)
- Dirimpettai (ai tempi del COVID 19) (2020)
- Dirimpettai un anno dopo (2021)

### Commedie
- Un simpatico dirimpettaio (1999)
- Ci sta un Francese, un Inglese e un Napoletano (2003)
- I fiori del latte (2004)
- La valigia sul letto (2007)
- Questo bimbo a chi lo do? (2012)
- Tutto il mare o due bicchieri? (2017)
- Tartassati dalle tasse (2018)
- Quanto spazio tra di noi (2019)
- Altro giro, altra corsa! (2022)
- Le radici del male (2023)

### Commedie musicali
- Emozioni (musiche di Lucio Battisti)
- Divieto di svolta (musiche di Peppino di Capri)
- Alice nel Paese delle Meraviglie - Il musical (musiche di Giovanni Maria Lori)
- Quanti amori (musiche di Gigi D'Alessio)

Una raccolta delle principali opere teatrali è stata pubblicata da Guida Editore nel 2018 con il titolo: Tra Van Gogh e i peperoni.